# Robert Forester Mushet
Robert Forester Mushet (1811 - 1891) est un industriel et métallurgiste anglais, qui a étudié et breveté l'influence de nombreux éléments d'alliages ajoutés au fer. Il a notamment breveté l'addition de ferromanganèse pour améliorer les propriétés de l'acier Bessemer ainsi que les aciers à outils prenant la trempe à l'air.

## Biographie
Robert Mushet est né à Coleford, dans la Forêt de Dean, dans le Gloucestershire, en Angleterre. Il est le plus jeune fils d'un couple écossais, Agnes Wilson et David Mushet (en) un maître de forges ayant travaillé aux forges de Clyde, Alfreton et Whitecliff.
En 1818, David Mushet édifie une fonderie à Darkhill (en), dans la Forêt de Dean. Son fils Robert commence alors à se former à la métallurgie avec son père, puis prend la direction de l'usine en 1845. En 1848, il quitte l'usine pour travailler à la toute récente Forest Steel Works, située juste au-dessus du site de Darkhill. Il y conduit près de 10 000 expériences en 10 ans, avant de rejoindre la Titanic Steelworks (en) en 1862.
Ses recherches sur les alliages de fer, en particulier sur l'ajout de manganèse, sont récompensées en 1876 par l'Iron and Steel Institute, qui lui décerne la Médaille d'or de Bessemer.
Lorsqu’il décède, en 1891, il est enterré à Cheltenham, avec sa femme et sa fille. Les vestiges de la fonderie de Darkhill sont aujourd'hui encore visibles et sont ouverts au public.

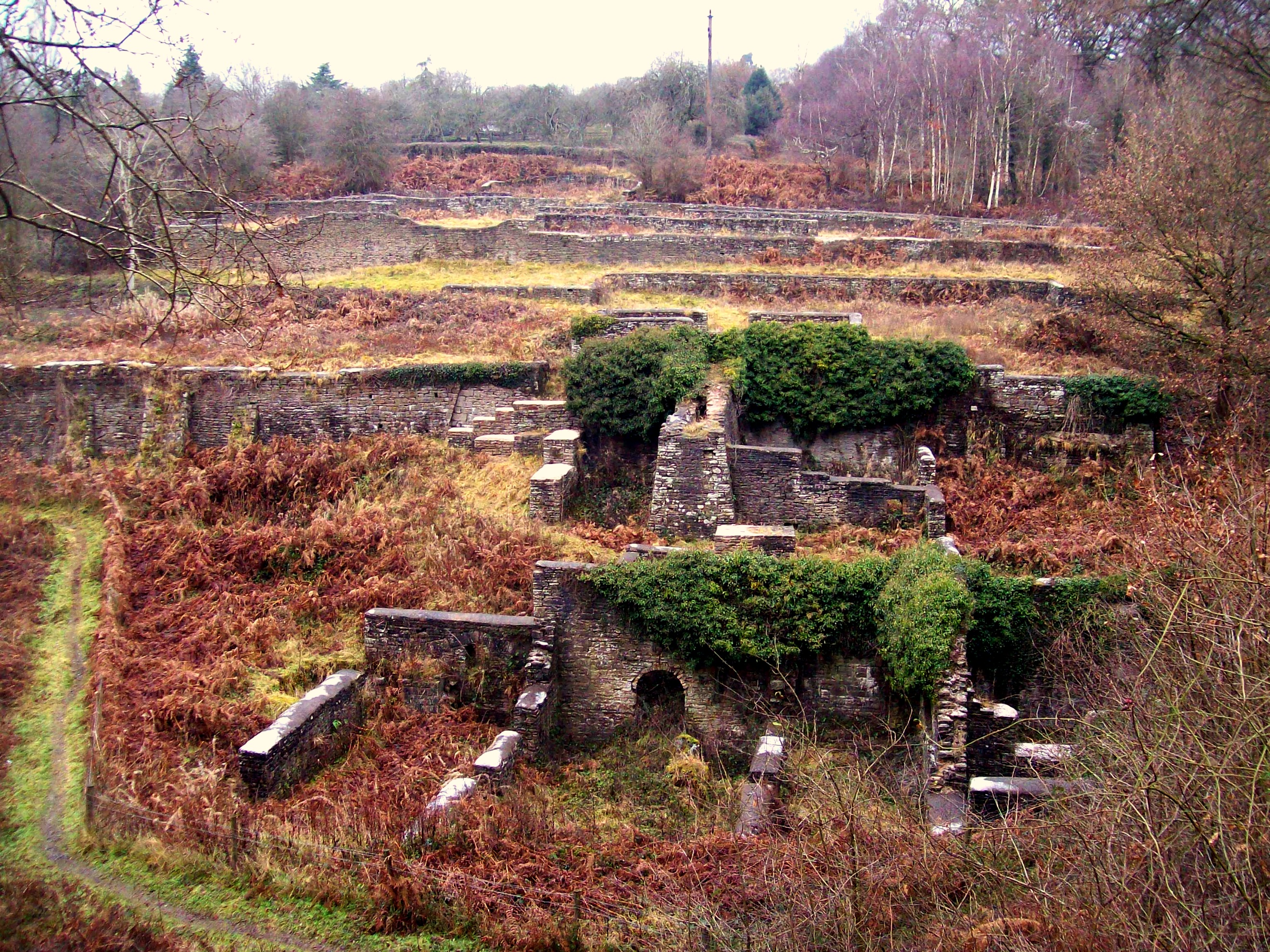
Vestiges des Darkhill Ironworks.
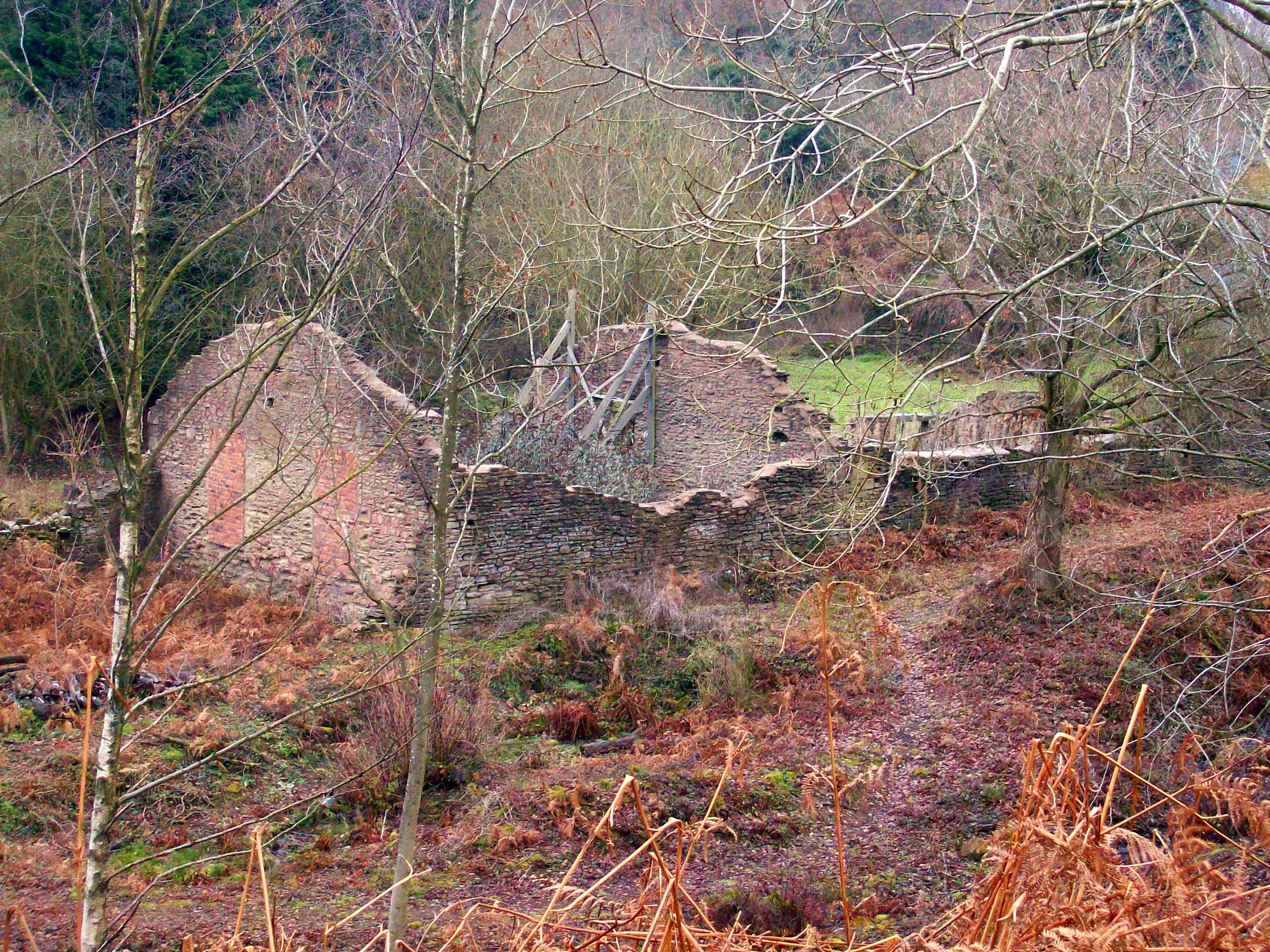
Vestiges des Titanic Steelworks.
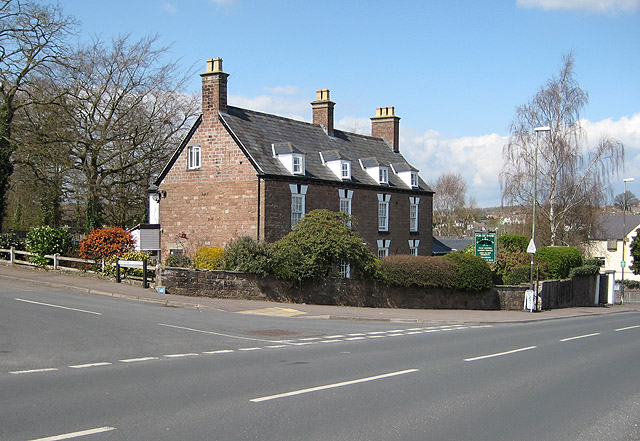
Maison familiale des Mushet.

## Inventions

### Améliorations de l'acier Bessemer
Mushet découvre pendant l'été 1848 le spiegeleisen, qu'il analyse comme un ferromanganèse, et commence « une série d'essais et de combinaisons de ce métal, avec le fer et l'acier, et trouve qu'il peut fortement réduire le coût de production, et dans le même temps, améliorer la qualité de l'acier produit ». Il constate que le manganèse est un élément d'alliage particulièrement intéressant :

« J'avais constaté que le fer brut longtemps exposé à la chaleur, à la flamme et à des courants d'air, devenait sans valeur et ne pouvait guère être vendu qu'à un quart de son prix initial. Il était alors nommé « fer brûlé ». En l'alliant avec du spiegeleisen, je découvrais que je pouvais le restaurer à sa qualité d'origine, et même l'améliorer. J'ai cherché la cause de cette restauration, et après une longue réflexion, j'en suis arrivé à la conclusion que ce « fer brûlé » contient en lui-même de l'oxygène libre qui, d'une manière ou d'une autre, dégradait sa qualité. Cet oxygène devait être éliminé pour restaurer le fer à sa qualité initiale. […]

Connaissant la forte affinité qu'a le manganèse pour l'oxygène, j'en suis arrivé à la conclusion que du manganèse métallique était nécessaire et qu'il se combinait alors avec l'oxygène présent dans le « fer brûlé ». Cet oxygène alors éliminé se retrouvait dans le laitier sous la forme d'oxyde de manganèse. […]

Mr Thomas Brown, qui était à cette époque, directeur à l'Ebbw Vale Iron Company, vint me voir en m'apportant des échantillons de fer issus du procédé Bessemer, qui avaient été décarburés dans son usine, ou à Chelsea[Où ?], par son procédé pneumatique.

Ces échantillons de métal étaient soufflés à partir de la fonte de Blaenavon, une fonte de très bonne qualité, mais qui n'avait visiblement pas été traitée de la meilleure manière par le procédé Bessemer.

Lorsque je lut l'article de Mr Bessemer, je vis immédiatement que le produit qu'il obtenait était du « fer brûlé », et que le vent soufflé n'ôterait pas le soufre du métal ni, probablement, le phosphore. Il était donc essentiel, pour que le succès soit complet, que le fer travaillé ainsi soit pratiquement exempt de soufre et de phosphore, pestes que j'avais clairement identifiées comme fatales à la valeur commerciale du fer, même lorsque leur proportions étaient très faibles. Ce fait était connu depuis longtemps des métallurgistes. Il était de même essentiel, pour que Bessemer aboutisse à un développement réussi de sa grande invention, qu'il soit capable d'ôter l'oxygène. »

— R. F. Mushet, The Bessemer-Mushet process or Manufacture of cheap steel
Mushet refond cet échantillon en l'alliant avec du speigeleisen et constate que la qualité de l'acier est significativement améliorée. Lorsque Thomas Brown s'essaie au procédé de Bessemer, il constate que l'acier, fragile à chaud, devient forgeable lorsque du spiegeleisen est ajouté au métal après le soufflage.
Fort de ces résultats, Mushet protège alors sa découverte par le brevet no 2219 du 22 septembre 1856, intitulé « Améliorations dans la fabrication de fer et d'acier », dans lequel il revendique « l'addition d'un composé triple de fer, de carbone et de manganèse, pour couler du fer après que celui-ci a été décarburé par de l'air alors qu'il est dans un état pâteux ou liquide ». Associé avec Ebbw Vale Iron Company, avec laquelle il partage la moitié des redevances que pourrait rapporter ce brevet, il laisse cependant son brevet tomber dans le domaine public, en ne le reconduisant pas en 1859 à cause, selon lui, d'un timbre mal collé sur le courrier destiné à l'Office des brevets.
Pour pouvoir confirmer ses recherches, il expérimente l'addition de spiegeleisen dans le fer liquide, après avoir poussé le soufflage jusqu'à son terme. Il peut ainsi contrôler la recarburation inévitable due à la présence du carbone dans le spiegeleisen, et obtient un acier ductile et forgeable à chaud.

### L'acier rapide «RMS»
L'acier rapide RMS, pour Robert Mushet's Special Steel, inventé en 1868, est considéré comme le premier acier à outils auto-trempant, ou prenant la trempe à l'air. Il est plus dur que les aciers au carbone trempés à l'eau. Cet alliage a précédé les aciers rapides.
Sa composition chimique est assez variable. Le tungstène est l'élément d'alliage principal, avec une teneur entre 4 et 12 %, alors que le manganèse (2–4 %) et le carbone (1,5–2,5 %) sont secondaires. Une composition typique serait 9 % de tungstène, 2,5 % de manganèse et 1,85 % de carbone.
L’intérêt de cet acier, utilisé pour les outils de coupe a été maintes fois vérifié. En 1894, Frederick Winslow Taylor effectue une série de tests comparatifs entre le RMS et des aciers au carbone : il démontre que l'acier de Mushet permet d'usiner 41 à 47 % plus vite sur les aciers durs, et près de 90 % plus vite sur les aciers standards. Il démontre aussi l’intérêt de la lubrification, qui permet d'augmenter encore de 30 % les vitesses de coupe. Ces tests popularisent les aciers auto-trempants, qui n'étaient alors utilisés que pour augmenter la durée de vie du taillant, la profondeur de passe ou usiner les matériaux les plus durs,.